# María Guerrero
María Ana de Jesús Guerrero Torija (Madrid, 17 de abril de 1867-Madrid, 23 de enero de 1928) fue una destacada actriz de teatro española y una de las primeras empresarias teatrales a nivel nacional. Controló, junto a su marido Fernando Díaz de Mendoza, un amplio periodo de la escena teatral, tanto en España como en Hispanoamérica.

## Biografía

### Infancia y juventud

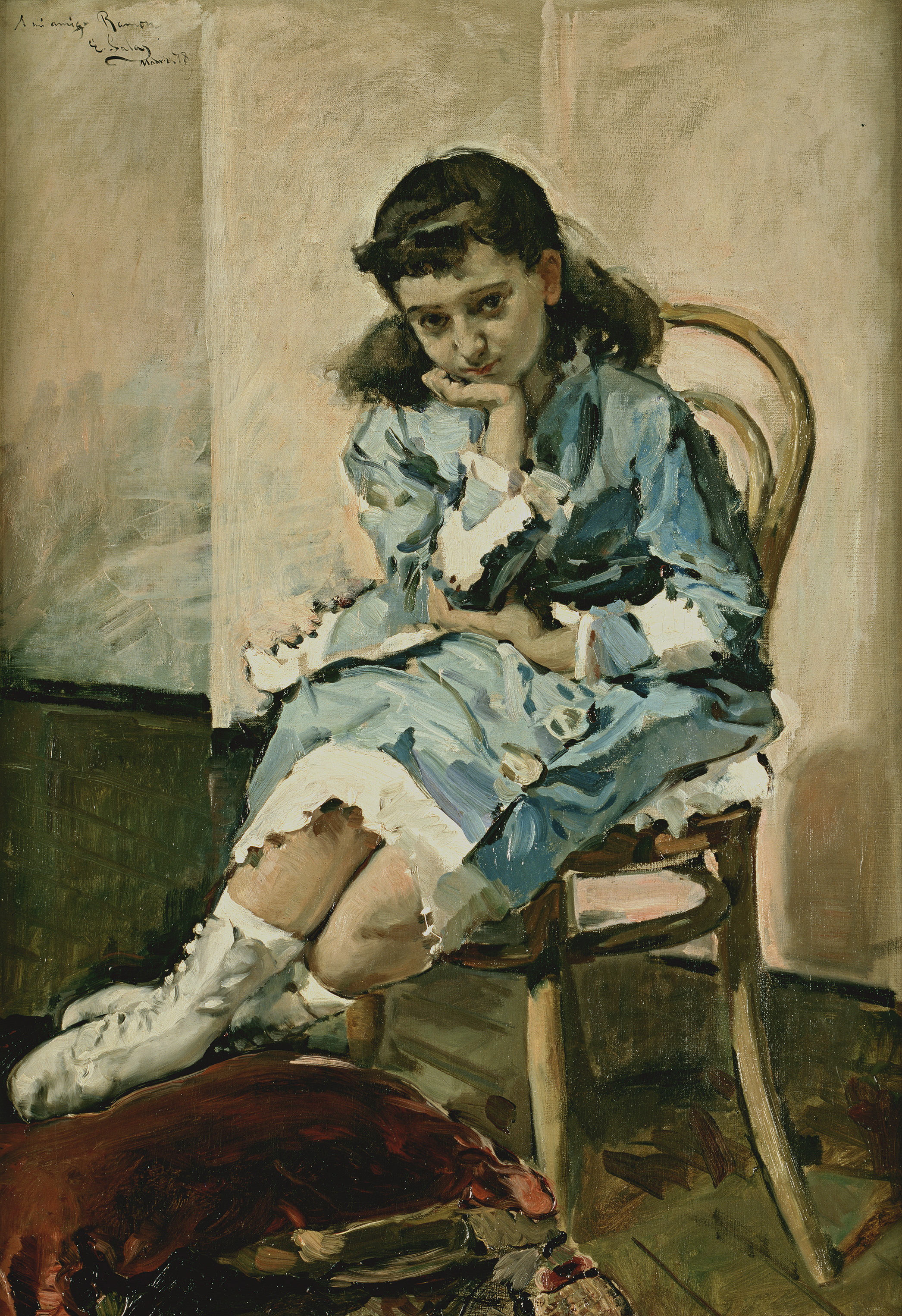
Retrato de María Guerrero en 1878, con once años, por Emilio Sala.

Nació en la madrileña calle del Caballero de Gracia, en el seno de una familia acomodada. Fue hija de Casilda Torija y Ramón Guerrero, un tapicero y decorador que acababa de volver de Francia y que había sido contratado para proporcionar muebles a algunos teatros de Madrid. Su padre tenía un gran interés por el arte y esto le llevó a tener amistad con figuras del panorama cultural e intelectual madrileño como el pintor Emilio Sala, quien retrató a la actriz a la edad de diez años, o el actor Emilio Mario.
Tras recibir su educación en el Colegio de San Luis de los Franceses de Madrid hasta los quince años —donde aprendió francés, piano, arpa y canto—, estudió arte dramático con la actriz Teodora Lamadrid a partir de 1885. Lamadrid no solía admitir alumnas en su casa, pero gracias a su padre y a los contactos que tenía este en la sociedad madrileña, admitió a María Guerrero y le enseñó a respirar, a recitar en verso y a actuar.

### Comienzos en el teatro
Cuando María cumplió dieciocho años insistió en actuar y gracias a la amistad de su padre con Emilio Mario empezó a formar parte de la compañía de este. Finalmente, debutó el 28 de octubre de 1885 con la obra Sin familia, de Miguel Echegaray en el Teatro de la Comedia de Madrid.
Durante sus primeros años como actriz solía realizar papeles de dama joven e ingenua. En 1890, cinco años después de su debut, dejó la compañía de Emilio Mario y pasó a formar parte de la compañía de Ricardo Calvo como primera actriz del Teatro Español, representando obras clásicas y de la época con gran éxito. Su Doña Inés —del Don Juan Tenorio de José Zorrilla—, que interpretó en 1891, fue uno de sus personajes más aclamados a lo largo de toda su carrera profesional, y la consagró como actriz. Tanto es así que se convirtió en inspiración para autores teatrales del momento como Pérez Galdós, Valle-Inclán, Clarín y José Echegaray.

### Primera actriz y sus comienzos como empresaria
Amplió sus estudios teatrales en París con el actor y director Benoît-Constant Coquelin en 1891, quien le enseñó a declamar. De vuelta a España, en 1892, volvió al Teatro de la Comedia como primera actriz con Emilio Mario, pero dos años más tarde, en 1894, abandonó la compañía para crear la suya propia y se embarcó en un proyecto muy ambicioso en el Teatro Español.
El Teatro Español había sido clausurado por ruinoso en mitad de la temporada teatral de 1887. Un año más tarde se permitió su reapertura gracias a unas pequeñas modificaciones, pero el local no cumplía con unas condiciones mínimas y era un fracaso. En 1894 salió el teatro a concurso por el Ayuntamiento de Madrid y María Guerrero solicitó el teatro, que se le fue concedido para diez temporadas. Lo primero que debía hacer sería renovar todo el teatro y para ello su padre, Ramón Guerrero, tuvo que vender sus propiedades. Mientras que las obras estaban en curso padre e hija se dedicaron a confeccionar el nuevo elenco de la compañía con la ayuda de Ricardo Calvo, primer actor y director artístico. Como las obras no habían terminado para cuando comenzó la temporada teatral de 1894-1895, tuvo que comenzar la temporada en el Teatro de la Princesa.
Entre los actores seleccionados para la compañía se encontraba Fernando Díaz de Mendoza, un aristócrata joven y viudo a quien se seleccionó para los papales de joven galán. Fernando Díaz de Mendoza y María Guerrero interpretaron juntos varias obras como María Rosa, de Ángel Guimerá, o Mancha que limpia, de José Echegaray. Su relación se fue estrechando y se casaron el 10 de enero de 1896. Con Fernando Díaz de Mendoza tuvo a sus dos hijos, Fernando (5 de marzo de 1897) y Carlos Fernando (4 de septiembre de 1898).

### Giras internacionales, estrella consagrada

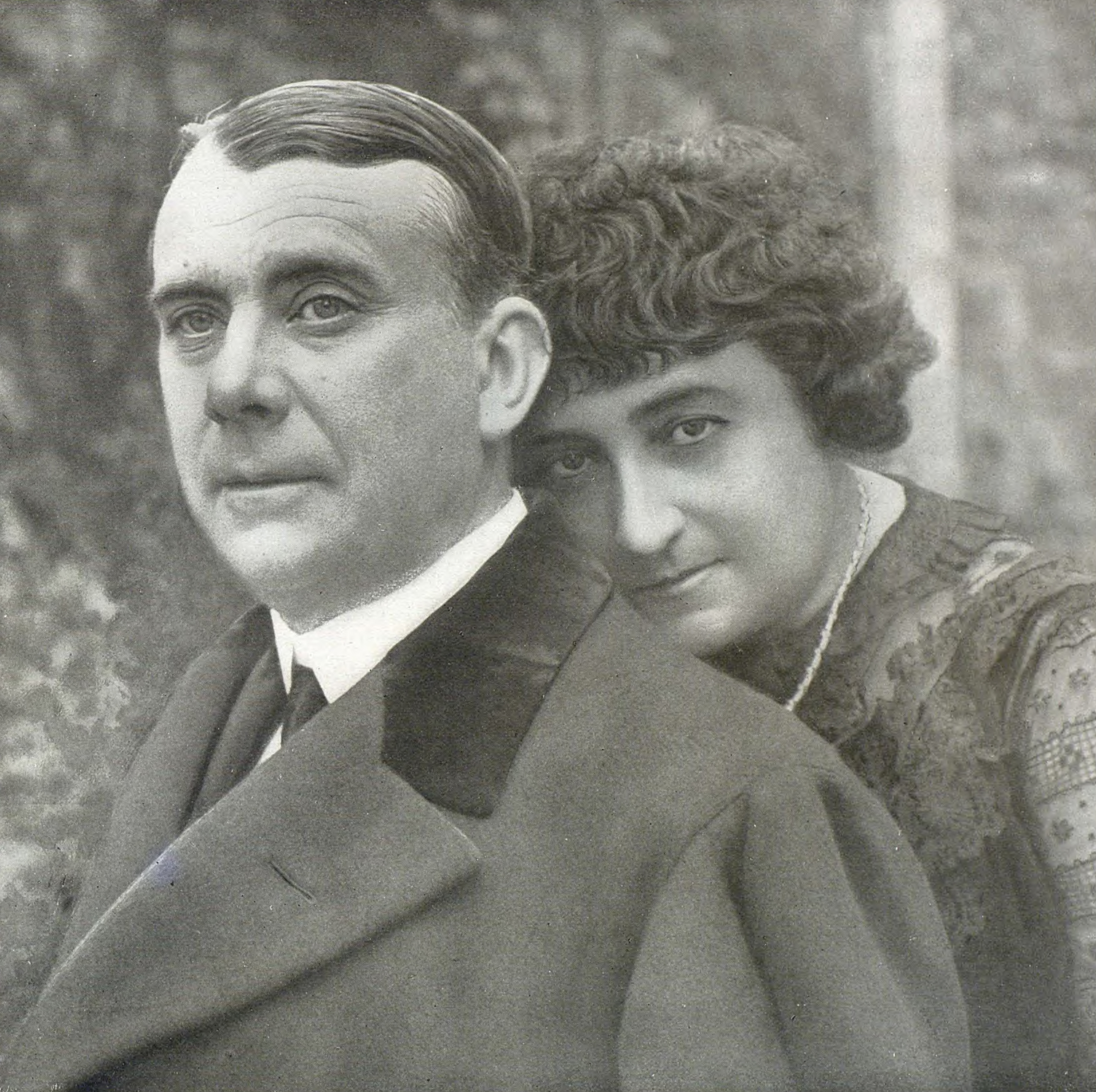
María Guerrero y Fernando Díaz de Mendoza fotografiados por Campúa en La Esfera (1914)

Tras el nacimiento de sus hijos, en 1899, la compañía Guerrero-Díaz de Mendoza emprende una gira por Latinoamérica a la que siguió, un año después, otra por Francia, Bélgica e Italia. Con motivo de sus giras perdió la concesión del Teatro Español en 1900, con lo que se quedó temporalmente sin teatro y sin el prestigio que le otorgaba este. Entre 1901 y 1909 tuvo la posibilidad de volver a este teatro estrenando grandes obras en él y compaginando estas representaciones con otra gira internacional por Latinoamérica en 1908, pero ya no se sentía a gusto porque sentía limitada su libertad. Por este motivo, y gracias a los beneficios de sus giras, el matrimonio Díaz de Mendoza-Guerrero compró el Teatro de la Princesa en marzo de 1908.

El Teatro de la Princesa —que desde 1931 se llama Teatro María Guerrero— se reinauguró en noviembre de 1909 con la obra Doña María la Brava, un texto escrito por Eduardo Marquina expresamente para la pareja.  Fue apodada «María la Brava» por el periodista Mariano de Cavia. En 1918 llegaron a fijar este teatro como su residencia permanente, trasladándose con sus dos hijos a una nueva quinta planta que construyeron para ello con el fin de poder financiar la construcción del Teatro Cervantes de Buenos Aires, que se inauguró el 5 de septiembre de 1921, pero que les llevó a la bancarrota. El Teatro María Guerrero es actualmente una sede del Centro Dramático Nacional y fue, durante la época de María "la Brava", el centro de reunión de la sociedad madrileña donde actuaron actrices de la talla de Margarita Xirgu.

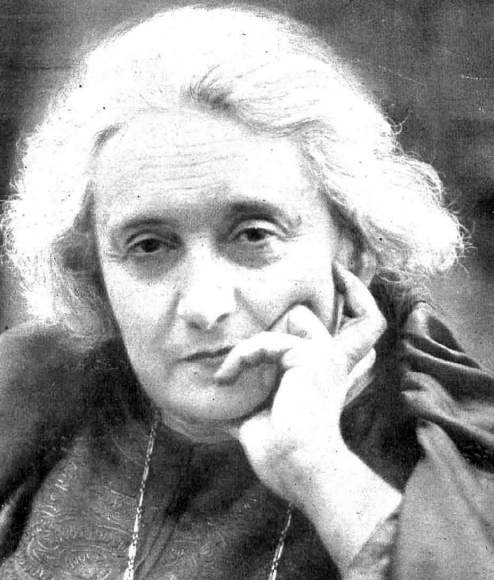
María Guerrero (1927).

Durante el resto de su trayectoria profesional realizó más de veinticinco giras por el extranjero, principalmente por Latinoamérica (1897, 1908, 1910, 1914...), con especial querencia por Uruguay y Argentina. En la ciudad argentina de Córdoba, fue una de las inauguradoras del Teatro Rivera Indarte (llamado actualmente Teatro del Libertador General San Martín), y en Buenos Aires inauguró el Teatro Avenida y pagó para que se construyera el ya mencionado Teatro Nacional Cervantes. En 1926 también llegó a actuar en la Manhattan Opera House de Nueva York.
A lo largo de su carrera estrenó obras de los Premios Nobel de Literatura Jacinto Benavente y José Echegaray, así como de Benito Pérez Galdós, Eduardo Marquina, Valle-Inclán, Ángel Guimerá, Gregorio Martínez Sierra, Francisco Villaespesa, Pedro Muñoz Seca o los Hermanos Álvarez Quintero. También dio trabajo a actrices y actores importantes de la época como Elena Salvador, María Cancio, Catalina Bárcena, Emilio Masejo, Emilio Thuillier, Josefina Blanco o María Fernanda Ladrón de Guevara y llegó a actuar con actrices internacionales como Sarah Bernhardt en una actuación en francés que tuvo lugar en el Teatro Español.

### Muerte y entierro

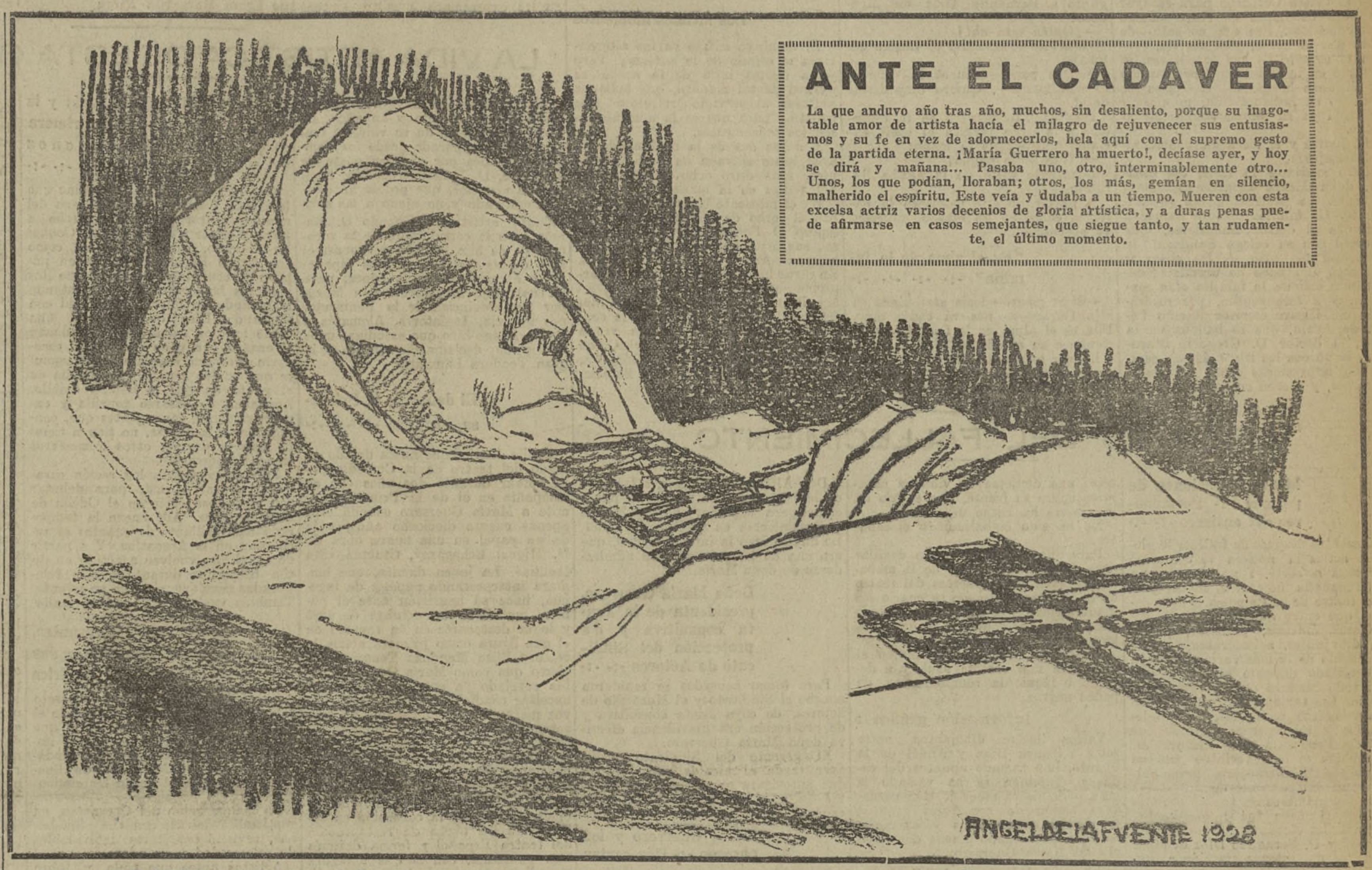
Ilustración del cadáver de María Guerrero (El Liberal, 24 de enero de 1928)

Falleció en su vivienda el 23 de enero de 1928, con sesenta años, a consecuencia de un ataque de uremia, un fallo renal, tan solo siete días después de su última función en la que estrenó Doña Diabla, de Luis Fernández Ardavín. Está enterrada en el cementerio de la Almudena de Madrid y su muerte conmocionó a toda la ciudad. A su entierro multitudinario asistieron figuras como Jacinto Benavente o los hermanos Álvarez Quintero.

## Polémicas familiares
Su hijo mayor, Fernando Díaz de Mendoza y Guerrero, tuvo una relación extramarital con Carola Fernán Gómez, una actriz que trabajaba para la compañía de su madre. Cuando su madre se enteró de esta relación mandó a Carola a América sin saber que estaba embarazada. Carola tuvo en Lima (Perú) un niño, quien luego ha resultado ser el gran actor Fernando Fernán Gómez, nieto de la actriz. Fernán Gómez nunca fue reconocido por la familia Díaz de Mendoza-Guerrero, y tampoco por su padre, con el que llegó a encontrarse en al menos una ocasión.

## Aporte a la escena teatral

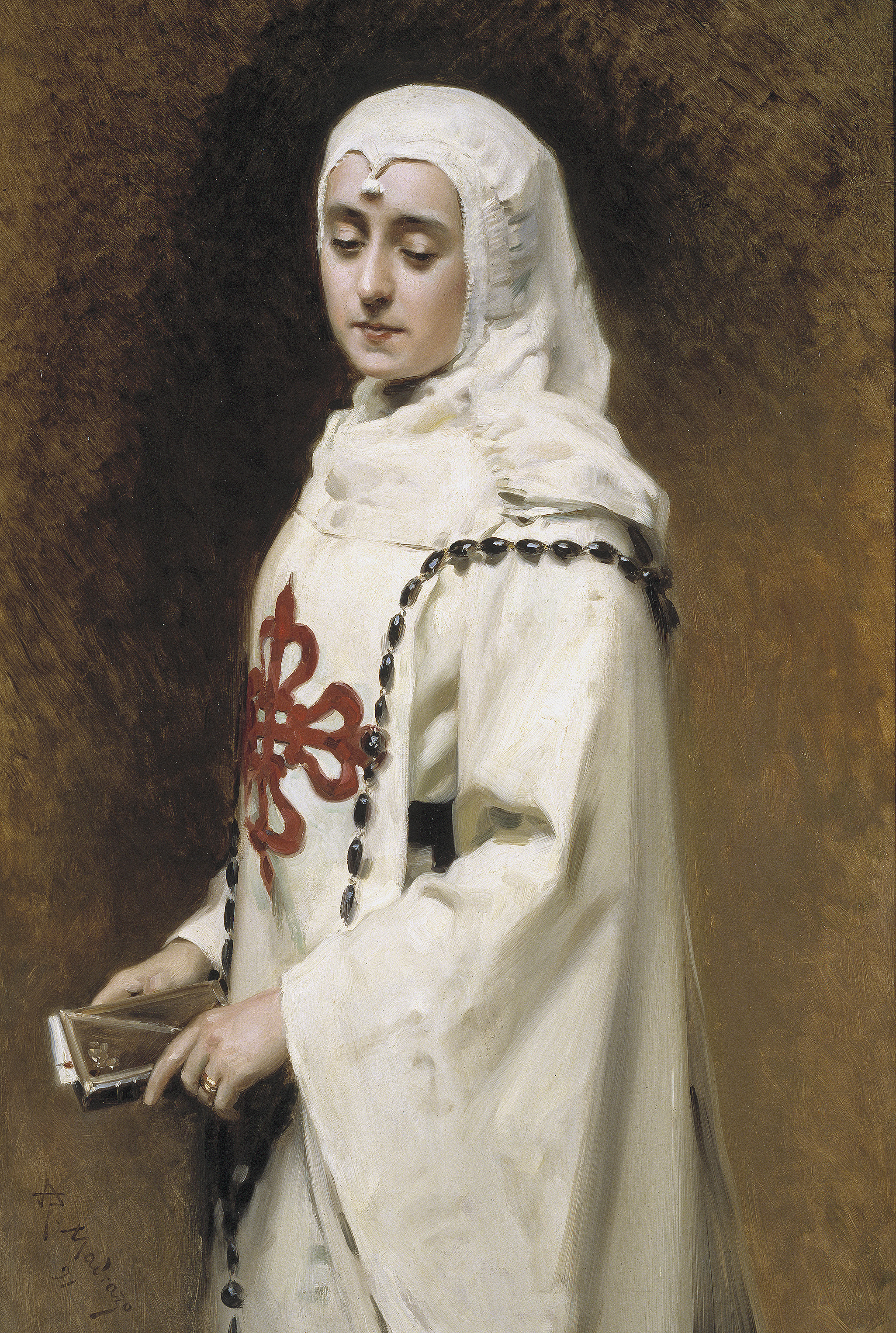
María Guerrero retratada como Doña Inés por Raimundo de Madrazo (c. 1891).

María no solo ha sido una de las mejores actrices de la escena española, sino que también llevó su repertorio de más de doscientas obras —tanto clásicas como de la época—con orgullo por todo el mundo, pasando por Italia, Uruguay, Argentina, Bélgica, Francia, Estados Unidos o Perú.
Durante su trayectoria profesional sirvió de inspiración para muchos dramaturgos de finales del siglo XIX y comienzos del siglo XX y estuvo comprometida con llevar a los escenarios grandes obras del Siglo de Oro como el Don Juan Tenorio, de José Zorrilla, El retablo de las maravillas, de Miguel de Cervantes o La dama boba, de Lope de Vega. Su interés por el Siglo de Oro fue tal que decidió dedicar los lunes en el Teatro Español a la representación de los clásicos, en un programa llamado "Los lunes clásicos", revitalizando así los grandes clásicos españoles.
La Guerrero, además, fue pionera en España en apagar las luces del teatro, en 1900, ya que hasta el momento las luces del público se mantenían encendidas durante la función, lo que hacía del teatro un acto más social que cultural. Tampoco escatimó en gastos para las puestas en escena de sus obras, que elaboraba con mucho mimo, ya que era ella la productora y diseñadora artística de sus obras. Su trabajo sentó las bases de un teatro muy bien representado y exquisitamente vestido, incluyendo incluso hasta varios cambios de vestuario. Por todo ello se considera que fue doña María Guerrero quien llevó al teatro español a la modernidad.

## María Guerrero en el Museo del Prado
María "la Brava" aparece representada tres veces en el Museo del Prado de Madrid. Esto es bastante poco común tratándose, además, de una persona que no pertenecía a la realeza y que era mujer y actriz a finales del siglo XIX. Su empeño por ser retratada proviene de las inquietudes de su padre por el arte. Por ello deseaba ser retratada en vida por algunos de los pintores más famosos de su tiempo.
- Emilio Sala fue el primero en pintar a una jovencísima María en 1878, en un óleo sobre lienzo que tuvo por título María Guerrero. Este cuadro fue un regalo de Sala a Ramón Guerrero, el padre de la actriz. El cuadro representa a una María de diez años, sentada en una silla de madera y con un vestido azul de vueltas blancas. Actualmente este cuadro no se encuentra expuesto en las galerías del museo.[21]
- Raimundo de Madrazo y Garreta en 1891 realiza un retrato de María con el hábito de las monjas calatravas para el papel de Doña Inés. Este fue uno de los personajes que le trajeron más éxitos a la actriz. Fue retratada a los veinticuatro años y el cuadro La actriz María Guerrero, como "Doña Inés" se encuentra en la sala 062B del Prado.[22]

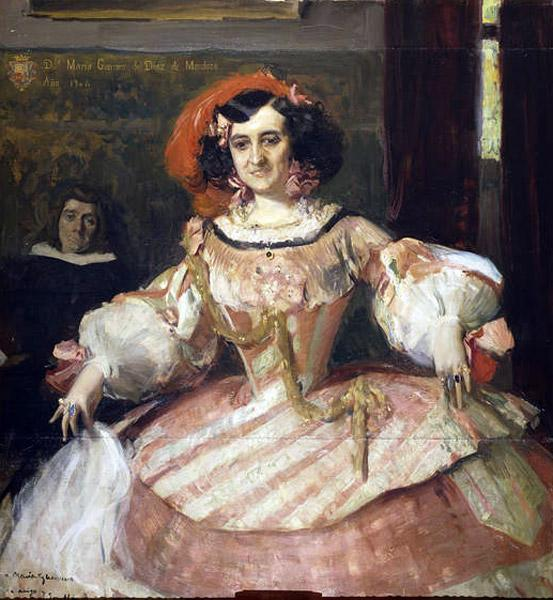
María Guerrero retratada como La dama boba por Joaquín Sorolla (c. 1906).

- El último pintor en retratar a Guerrero fue Joaquín Sorolla en 1906. Amigo y vecino de esta, la retrata representando el papel de Finea en la obra de La dama boba, de Lope de Vega. Este cuadro en realidad está sobrepintado. Sorolla ya había realizado un retrato de Guerrero para presentarlo en la Exposición Nacional de 1897, pero decide rehacerlo añadiendo tela al cuadro y mejorando el trabajo modificando el traje, el rostro y el fondo, en el que añade a Fernando Díaz de Mendoza. Este nueva obra pretendía ser un homenaje a Velázquez por parte de Sorolla. La obra en cuestión, La actriz doña María Guerrero como La dama boba, se encuentra en la sala 060A del museo.[23]

Estos tres artistas no fueron los únicos que la pintaron, también lo hicieron José Vallejo, Anselmo Miguel Nieto, Ricardo Baroja o Daniel Vázquez Díaz, cuyo retrato de la empresaria y actriz pertenece en la actualidad al museo Reina Sofía, aunque tampoco esté expuesto.

## Obras representadas (selección)

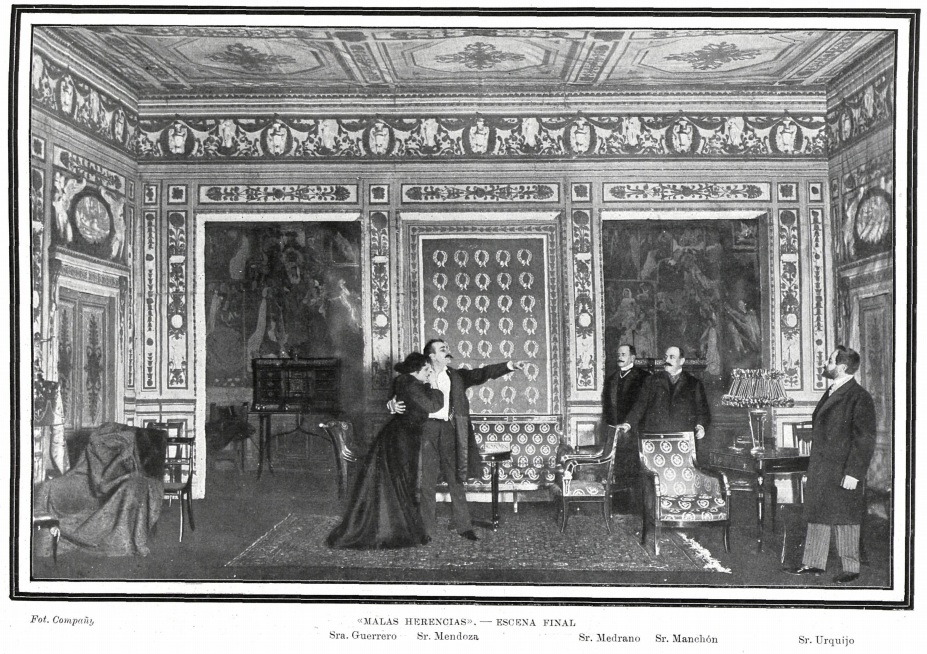
Escena final de Malas herencias, con María Guerrero; fotografía de Manuel Compañy (c. 1903).

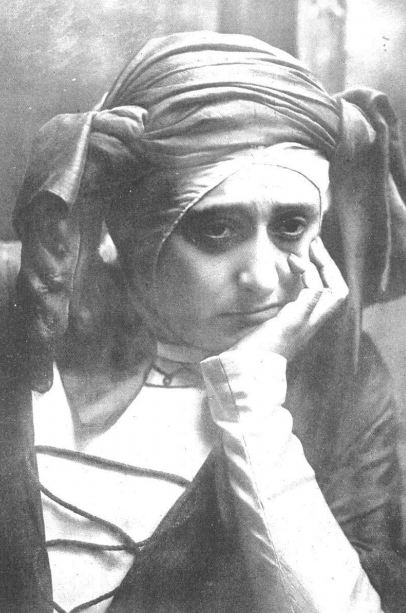
María Guerrero en el papel de María Rodríguez de Monroy en la obra Doña María la Brava (1909).

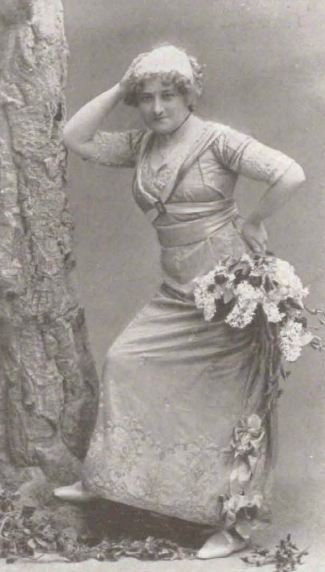
María Guerrero en La flor de la vida (1911), de los hermanos Álvarez Quintero.

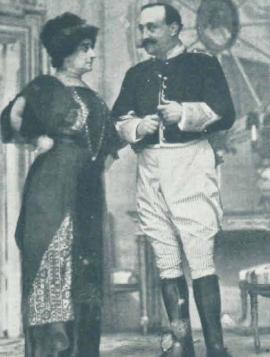
María Guerrero con Emilio Thuillier en Doña Desdenes (1912).

- Sin familia (1885), de Miguel Echegaray.
- Un archimillonario (1886), de Pedro de Novo.
- El primer choque (1889), de Antonio Sánchez Pérez.
- Lo positivo (1890), de Manuel Tamayo y Baus.
- Los irresponsables (1890), de Joaquín Dicenta.
- El sí de las niñas (1890), de Leandro Fernández de Moratín.
- El vergonzoso en palacio (1890), de Tirso de Molina.
- Don Juan Tenorio (1890), de José Zorrilla, en el papel de Doña Inés.
- Un crítico impaciente (1891), de José de Echegaray.
- Realidad (1891), de Benito Pérez Galdós.
- Mariana (1892), de Echegaray.
- La loca de la casa (1893), de Galdós.
- El poder de la impotencia (1893), de Echegaray.
- A la orilla del mar (1893), de Echegaray.
- La de San Quintín (1894), de Galdós.
- La rencorosa (1894), de Echegaray.
- María Rosa (1894), de Ángel Guimerá.
- Entre bobos anda el juego (1895), de Francisco de Rojas Zorrilla
- El desdén con el desdén  (1895), de Agustín Moreto.
- Mancha que limpia (1895), de Echegaray.
- El estigma (1895), de Echegaray.
- Teresa (1895), de Leopoldo Alas.
- Voluntad (1895), de Galdós.
- Semíramis o La hija del aire, de Pedro Calderón de la Barca, adaptada por José Echegaray (1896).
- La mujer de Loth (1896), de Eugenio Sellés.
- La locura de amor (1896), de Tamayo y Baus.
- La calumnia por castigo (1897), de Echegaray.
- Una escena del drama de Guimerá La araña, con Guerrero y Díaz de Mendoza.La duda (1898), de Echegaray.

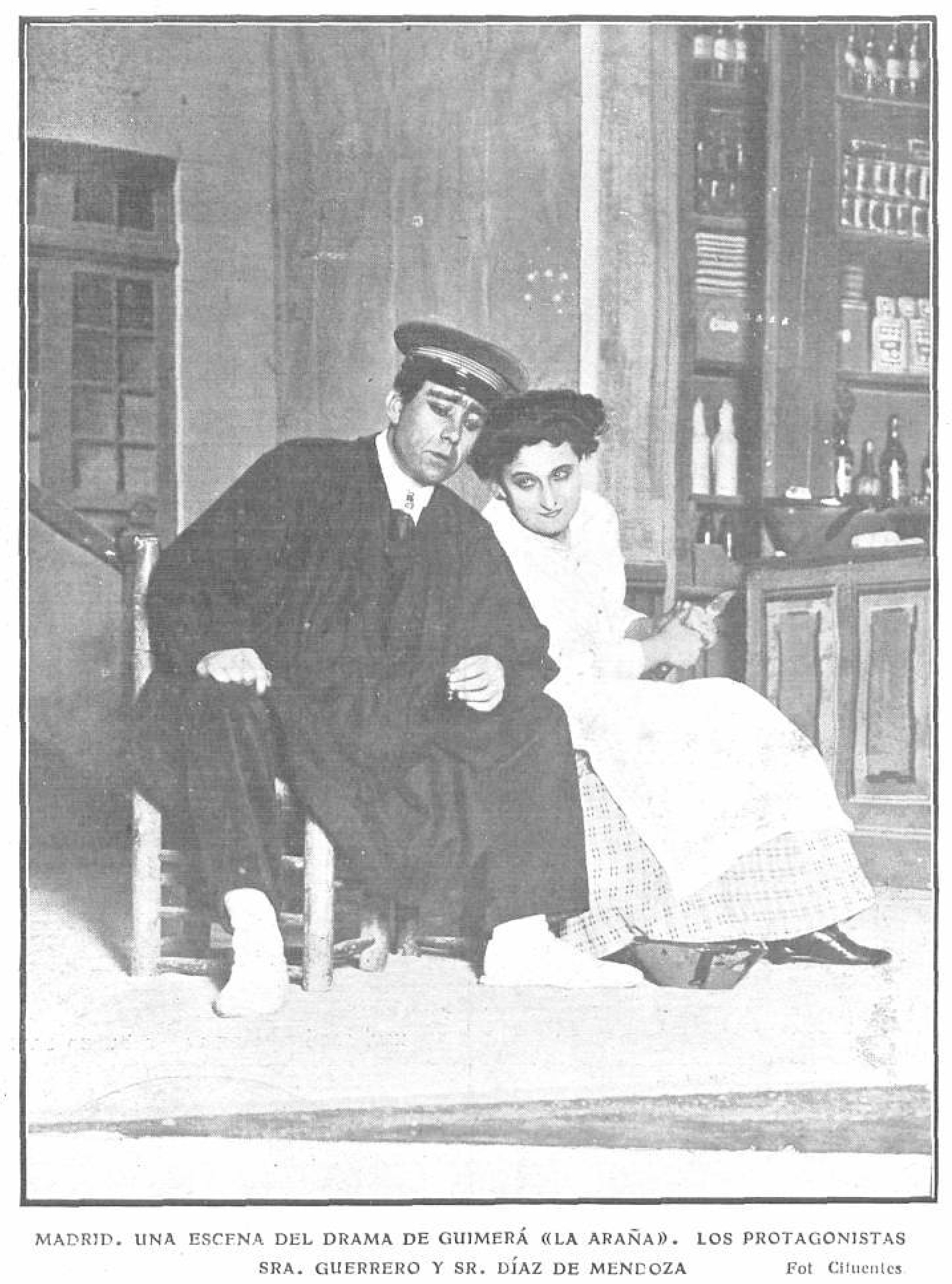
Una escena del drama de Guimerá La araña, con Guerrero y Díaz de Mendoza.

- El hombre negro (1898), de Echegaray.
- Cyrano de Bergerac (1899), de Edmond Rostand.
- La pena (1901), de los Hermanos Álvarez Quintero.
- La musa (1902), de Salvador Rueda.
- Realidad (1902), de Pérez Galdós.
- Malas herencias (1902), de Echegaray.
- La escalinata de un trono (1903), de Echegaray.
- La noche del sábado (1903), de Jacinto Benavente.
- Aire de fuera (1903), de Manuel Linares Rivas.
- Mariucha (1903), de Galdós.
- Por qué se ama (1903), de Benavente.
- La desequilibrada (1903), de Echegaray.
- La zagala (1904), de los Quintero.
- La casa de García (1904), de los Quintero.
- El dragón de fuego (1904), de Benavente.
- El médico de su honra (1905), de Calderón de la Barca.
- A fuerza de arrastrarse (1905), de Echegaray.
- Barbara (1905), de Galdós.
- Rosas de otoño (1905), de Benavente.
- El susto de la condesa (1905), de Benavente.
- La aventura de los galeotes (1905), de los Quintero.
- La musa loca (1905), de los Quintero.
- La sobresalienta (1905), de Benavente.
- Verdad (1906), de Emilia Pardo Bazán.
- Más fuerte que el amor (1906), de Benavente.
- La princesa Bebé (1906), de Benavente.
- Amor de artistas (1906), de Dicenta.
- El genio alegre (1906), de los Quintero.
- María Estuardo (1906), de Friedrich Schiller.
- Añoranzas (1906), de Manuel Linares Rivas.
- Monna Vanna (1907), de Maurice Maeterlinck.
- Daniel (1907), de Dicenta.
- El crimen de ayer (1908), de Dicenta.
- El preferido y los cenicientos (1908), de Echegaray.
- Las hijas del Cid (1908), de Eduardo Marquina.
- Amores y amoríos (1908), de los Quintero.
- La araña (1908), de Ángel Guimerá.[25]
- Las flores (1908), de los Quintero.
- Doña María la Brava (1909), de Eduardo Marquina.
- La fuente amarga (1910), de Manuel Linares Rivas.
- La flor de la vida (1910), de los Quintero.
- En Flandes se ha puesto el sol (1910), de Marquina.
- La tragedia del beso (1910), de Carlos F. Shaw
- Voces de gesta (1911), de Valle-Inclán.
- Primavera en otoño (1911), de Gregorio Martínez Sierra.
- El rey trovador (1911), de Marquina.
- La alcaldesa de Pastrana (1911), de Marquina.
- Rosa y Rosita (1911), de los Quintero
- El alcázar de las perlas (1911), de Francisco Villaespesa.
- Doña Desdenes (1912), de Manuel Linares Rivas.
- La Marquesa Rosalinda (1912), de Valle-Inclán.
- Malvaloca (1912), de los Quintero.
- Cuando florezcan los rosales (1913), de Marquina.
- El retablo de Agrellano (1913), de Marquina.
- La Malquerida (1913), de Jacinto Benavente.
- Mamá (1913), de Gregorio Martínez Sierra.
- Alceste (1914), de Galdós.
- La garra (1914), de Manuel Linares Rivas.
- La fuerza del mal (1914), de Linares Rivas.
- Una mujer (1914), de Marquina.
- Las flores de Aragón (1914), de Marquina.
- El collar de estrellas (1915), de Benavente.
- El duque de El (1915), de los Quintero.
- Campo de armiño (1916), de Benavente.
- El Gran Capitán (1916), de Marquina.
- Los cachorros (1918), de Benavente.
- El último pecado (1918), de Pedro Muñoz Seca.
- La verdad de la mentira (1918), de Muñoz Seca.
- La calumniada (1919), de los Quintero.
- La vestal de Occidente (1919), de Benavente.
- Una pobre mujer (1920), de Benavente
- El abanico de Lady Windermere (1922), de Oscar Wilde.
- Dentro de un siglo (1921), de Muñoz Seca.
- La enemiga (1922), de Nicodemi.
- La dama de armiño (1922), de Luis Fernández Ardavín.
- El doncel romántico (1922), de Fernández Ardavín.
- Los frescos (1922), de Muñoz Seca.
- Lecciones de buen amor (1924), de Benavente.
- La vidriera milagrosa (1924), de Fernández Ardavín.
- Un par de botas (1924), de Benavente.
- El pobrecito carpintero (1924), de Marquina.
- Doña Diabla (1925), de Fernández Ardavín.
- Don Luis Mejía (1925), de Marquina.
- Desdichas de la fortuna o Julianillo Valcárcel (1926), de Manuel y Antonio Machado.
- Via crucis (1928), de Fernández Ardavín.

## Premios
- Hija Predilecta de Madrid (1922).
- Gran Cruz de Alfonso XII (1922).[18]